# Naghib Mahfuz
Naghib Mahfuz (Naguib Mahfouz, în arabă نجيب محفوظ; n. 11 decembrie 1911, Al-Jamāliyah⁠(d), Al Qahirah, Egipt – d. 30 august 2006, Agouza⁠(d), Al Jizah, Egipt) a fost un romancier egiptean, laureat al Premiului Nobel pentru Literatură în 1988 și autor al „Trilogiei din Cairo”.

## Biografie
Naghib Mahfuz s-a născut în vechiul cartier Gamaliy din Cairo, orașul pe care l-a descris atât de des, în familia unui modest funcționar de stat. Tatăl și-a numit băiatul după numele medicului care a asistat la nașterea acestuia, Naghib Pasha Mahfuz (1882-1974). După studiul filosofiei la Universitatea din Cairo a lucrat pentru un timp în administrația acestei universități iar în 1939 a devenit funcționar de stat în Ministerul Cultelor. În timpul președinției lui Gamal Abdel Nasser, a fost director al Biroului de Supraveghere a Artelor și al Fundației pentru Cinematografie (1966-1968). În ultima parte a vieții a activat în funcția de consilier al Ministerului Culturii. A publicat, într-o carieră de peste 70 de ani, 34 de romane, peste 350 de nuvele și multe scenarii de film.
În opera sa timpurie, din perioada 1939-1944, Mahfuz s-a străduit, pornind de la preocuparea cu vechiul Egipt, să promoveze afirmarea unei identități egiptene. După cel de-al doilea Război Mondial și după căderea monarhiei în Egipt speranța într-o eliberare de sub sistemul colonial britanic și nemulțumirea față de antagonismele sociale grave au dus la orientarea autorului spre subiecte contemporane, prezentate în mod realist, cum a fost, de exemplu, în romanul "Străduța Midaq" din 1947. "Trilogia din Cairo", ciclul de romane din 1956-57 dedicat unei familii de negustori, îl face cunoscut în întreaga lume arabă.
"Băieții din cartierul nostru" (1959), una din operele sale celebre, a fost interzisă în Egipt sub acuzația de blasfemie. Romanul este o parabolă a istoriei universale și are ca subiect viețile lui Adam, Moise, Iisus și Muhammad, problematizând în același timp relația dintre credință și cunoașterea științifică. În 1989, după fatwa împotriva lui Salman Rushdie, teologul egiptean Omar Abdul-Rahman regreta faptul că Mahfuz n-a fost pedepsit pentru romanul său, deoarece o asemenea poziție tranșantă l-ar fi descurajat pe Rushdie să publice romanul "Versetele satanice". Probabil în urma acestor declarații ale șeicului Omar, care azi este condamnat la închisoare pe viață în S.U.A., islamiștii au comis în 1994 un atentat împotriva romancierului, care avea pe atunci 82 de ani. Mahfuz a supraviețuit, grav rănit la gât și nemairevenindu-și niciodată pe deplin; mâna dreaptă i-a rămas paralizată. Romanul "Băieții din cartierul nostru" (tradus în limba română sub titlul "Băieții de pe strada noastră") a fost publicat în Egipt abia în 2006.
Alte cărți ale autorului au fost mult timp interzise în țările arabe, în urma angajamentului său în favoarea tratativelor de pace cu Israelul duse de președintele Anwar Sadat la Camp David. Doar odată cu acordarea Premiului Nobel pentru Literatură, în 1988, Mahfuz a fost publicat și în Orientul Mijlociu, el fiind deocamdată singurul scriitor de limbă arabă onorat cu acest premiu.
Mahfuz a devenit criptic începând cu deceniul al șaselea al secolului al XX-lea, având numai astfel posibilitatea să-și exprime atitudinea critică față de intoleranța religioasă și corupția pe care le descoperise în societatea egipteană, rămânând totuși un reprezentat al politicii culturale oficiale. În anii ´70, opera i-a fost îmbogățită de elemente preluate din literatura suprarealistă și absurdă. După atentatul din 1994, vocea literară a lui Mahfuz a amuțit.
În iulie 2006 starea sănătății i s-a agravat în urma unei căderi. A murit în ziua de 30 august 2006, în timpul tratamentului leziunilor sale într-un spital din Cairo, din cauza unui atac de cord. Pe data de 31 august 2006 a fost înmormântat la moscheea Al Rashdan din Nasr City, un cartier al orașului Cairo, cu onoruri militare.

## Opera
Romanele sale abordează viața contemporană și investighează în special mediul social și familial al burgheziei comerciale din Cairo.
- Abath al-aqdâr, roman 1939
- Radôbîs, roman 1943, traducere în limba română de Irina Vainovski-Mihai: Rhadopis din Nubia, Editura Humanitas: București 2011.
- Kifâh Tîba, roman 1944,  traducere în limba română de Nicolae Dobrișan: Teba in război, Editura Polirom, București 2011.
- Al-Qâhira al-jadîda, roman 1945
- Khân al-Khalîlî, roman 1946
- Zuqâq al-midaqq, roman 1947 ("Străduța Midaqq")
- Hams al-junûn, povestiri 1947
- Al-Sarâb, roman 1948
- Bidâya wa-nihâya, roman 1949
- Trilogia din Cairo:

- Bayn al-Qasrayn, roman 1956, traducere în limba română de Nicolae Dobrișan: O plimbare prin palat. Trilogia Cairoului 1, Editura Polirom, București 2011.
- Qasr es-Sawq, roman 1957, traducere în limba română de Nicolae Dobrișan: Palatul dorintei. Trilogia Cairoului 2, Editura Polirom, București 2011.
- Es-Sukkariyya, roman 1957, traducere în limba română de Nicolae Dobrișan: Strada Zaharului. Trilogia Cairoului 3, Editura Polirom, București 2011.

- Awlâd hâratinâ, roman alegoric 1959, traducere în limba română: Băieții de pe strada noastră, trad. prefață și note Nicolae Dobrișan, Editura Polirom: București, 2009.
- "Gannatu l-atfal", Paradisul copiilor, trad. Nadia Anghelescu, în: Secolul 20, 1995, nr. 4-5-6;
- Al-Liss wa-l-kilâb, roman 1961
- Al-Simmân wa-l-Kharîf, roman 1962, traducere în limba română: Prepelițele și toamna, trad, prefață și note Nicolae Dobrișan, Editura Univers: București 1974.
- Dunya Allâh, povestiri 1962
- Al-Tarîq, roman 1964
- Bayt sayyi' al-sum'a, povestiri 1965. Din culegere s-a tradus în limba română: Casa rău famată, în: Cele mai ieftine nopți. Nuvele arabe prefață și prezentare Nicolae Dobrișan, traduceri Nicolae Dobrișan ș. a., Editura Univers: București 1971, p. 125-133.
- Al-Chahhâdh, roman 1965
- Tharthara fawq al-Nîl, roman 1966, traducere în limba română: Pălăvrăgeală pe Nil, pasaje din roman, trad. Nicolae Dobrișan, în: Secolul 20, 1995, no.4-5-6; Pălăvrăgeală pe Nil trad. și note Nicolae Dobrișan, Editura Sempre: București 2000 și Editura Polirom, 2010.
- Mîrâmâr, roman 1968, traducere în limba română de Irina Vainovski-Mihai: "Miramar", Editura Humanitas: București, 2012
- Khammârat al-Qitt al-Aswad, povestiri 1969
- Tahta al-Midhalla, povestiri 1969
- Hikâya bi-lâ bidâya wa-lâ nihâya, povestiri 1971
- Chahr al-'asal, povestiri 1971
- Al-Marâyâ, roman 1972
- Al-Hubb taht al-matar, povestiri 1973 ("Iubind în ploaie")
- Al-Jarîma, povestiri 1973
- Al-Karnak, povestiri 1974
- Hikayât hârati-nâ, povestiri 1975
- Qalb al-Layl, povestiri 1975
- Hadrat al-muhtaram, roman 1975
- Malhamat al-harafîch, roman 1977
- Al-Hubb fawq hadabat al-haram, povestiri 1979
- Al-Chaytan ya'izh, 1979
- Povestirea Pustiu, trad. Nicolae Dobrișan, în: Antologia nuvelei arabe, Editura Minerva: București 1980, vol. 1: Taina apei, p. 86-95.
- 'Asr al-hubb, 1980
- Afrah al-Qubba, 1981
- Layâli Alf Layla, 1982,traducere în limba română de Mihai Pătru: O mie si una de nopti si zile, Editura Humanitas: București 2008
- Ra'aytu fi-mâ yarâ al-nâ'im, povestiri 1982
- Al-Bâqi min al-zaman Sâ'a, povestiri 1982
- Amâm al-'arch , roman 1983
- Rihlat Ibn Fattouma, roman 1983
- Al-Tanzhîm al-sirrî, povestiri 1984
- Al-'A'ich fî l-haqîqa, roman 1985, traducere în limba română de Mihai Pătru: Akhenaton, cel ce sălășluiește în adevăr, Editura Humanitas: București 2006.
- Yawma qutil al-za'îm, roman 1985
- Hadîth al-sabâh wa-l-masâ', roman 1987
- Sabâh al-ward, roman 1987
- Quchtumar, roman 1988
- Povestirea Răspunsul este nu!, trad. Esdra Alhasid, în: Luceafărul 32(1989), nr. 13.
- Al-Fajr al-kâdhib, povestiri 1989. Din culegere s-a tradus în limba română: Ecoul , pres. Fevronia Novac, trad. George Grigore, în "Calende", 1(1991), nr. 7-8, p. 11.
- Asdâ' al-sîra al-dhâtiyya, povestiri 1996